# Abbaye de La Ferté
Pour les articles homonymes, voir La Ferté (homonymie).
L’abbaye de La Ferté, ou abbaye de La Ferté-sur-Grosne, est une abbaye cistercienne, située à La Ferté-sur-Grosne, commune de Saint-Ambreuil, dans le département de Saône-et-Loire, en France.
Elle est la première des quatre abbayes filles de Cîteaux, avec Pontigny, Clairvaux et Morimond. Ces abbayes avaient un rôle de première importance dans l’organisation de l’Ordre de Cîteaux.

## Histoire

### Moyen Âge
En 1113 l'abbé de Cîteaux Étienne Harding envoie le moine Philibert et quelques moines fonder la première abbaye fille de Cîteaux, sur des terres situées à environ 50 kilomètres au sud de Cîteaux, entre la forêt de Bragny et les marais de la Grosne ; l'établissement, qui bénéficie des libéralités de l'entourage des ducs de Bourgogne et de nombreux seigneurs, en particulier des Gros de Brancion, acquiert rapidement de l'importance.
Entre 1165 et 1166, l’abbaye se trouve au cœur de conflits qui opposent le duc de Bourgogne Hugues III aux comtes Gérard de Mâcon et Guillaume de Chalon. Les bâtiments conventuels sont reconstruits au XIIe siècle.
En 1362 le monastère est occupé par les bandes de Tard-Venus. L'ensemble est fortifié en 1415 avec une muraille percée d'une unique porte desservie par un pont-levis.

### Époque moderne
En 1570, le système de défense s'avère impuissant à arrêter les troupes protestantes de l'amiral Gaspard II de Coligny, qui mettent le feu à l'abbaye dont seuls subsistent l'église, la sacristie, la salle capitulaire et une pièce voisine.
En 1574, l'abbé François de Beugre obtient l'autorisation de vendre des terres pour payer les frais de reconstruction. Les travaux sont entrepris fin XVIe siècle par le successeur de François de Beugre, Yves Sauvageot, qui rebâtit le dortoir et orne l'église.
En 1682, l'abbé Claude Petit poursuit cette œuvre en édifiant le logis abbatial et le cloître, tandis que les fortifications sont détruites et les fossés comblés.
Vers 1760, l'abbé François Filzjean de Chemilly fait réaliser de nouveaux travaux, dont l'avant-corps central du logis abbatial, avec un fronton orné de ses armes.
À la fin XVIIIe siècle le dernier abbé, Antoine-Louis Desvignes de la Cerve, confie la décoration intérieure à l'architecte chalonnais Rameau à qui il octroie une pension ; le sculpteur Guillaume Boichot y intervient également. Au début de la Révolution française, l'abbaye n'abrite plus que quatorze moines et les bâtiments sont en partie occupés par des ouvriers et le personnel, en partie féminin, de la filature de coton installée dans les dépendances. 

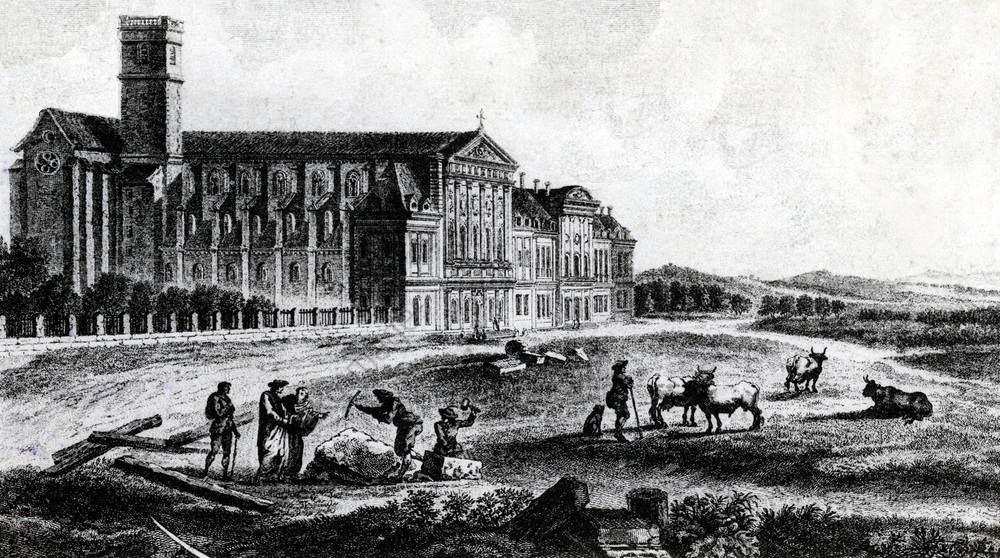
L'abbatiale et le palais des abbés à la fin du XVIII. Au premier plan la démolition est déjà commencée.

En 1791 l'abbaye est désaffectée et vendue comme bien national à Jean-Marie et Joseph Passaut, de Sennecey-le-Grand, qui le revendent, en se réservant la moitié des matériaux provenant de la démolition de l’église et des bâtiments occupant deux des côtés du quadrilatère que cerne le cloître, à Jean-Baptiste Humblot, député de l’Assemblée nationale ; le bâtiment situé à l’ouest, à savoir le logis abbatial, est laissé à l’acquéreur. Ce logis abbatial, seule partie subsistante de l'abbaye, et dont la plus grande partie date du XVIIIe siècle, devient le Château de la Ferté de Saint-Ambreuil.

### Epoque contemporaine
Au XXe siècle, le baron A. Thénard, descendant du chimiste Louis Jacques Thénard, hérite du château de La Ferté par sa femme ; le château est classé au titre des monuments historiques depuis 1993.

## Architecture et description

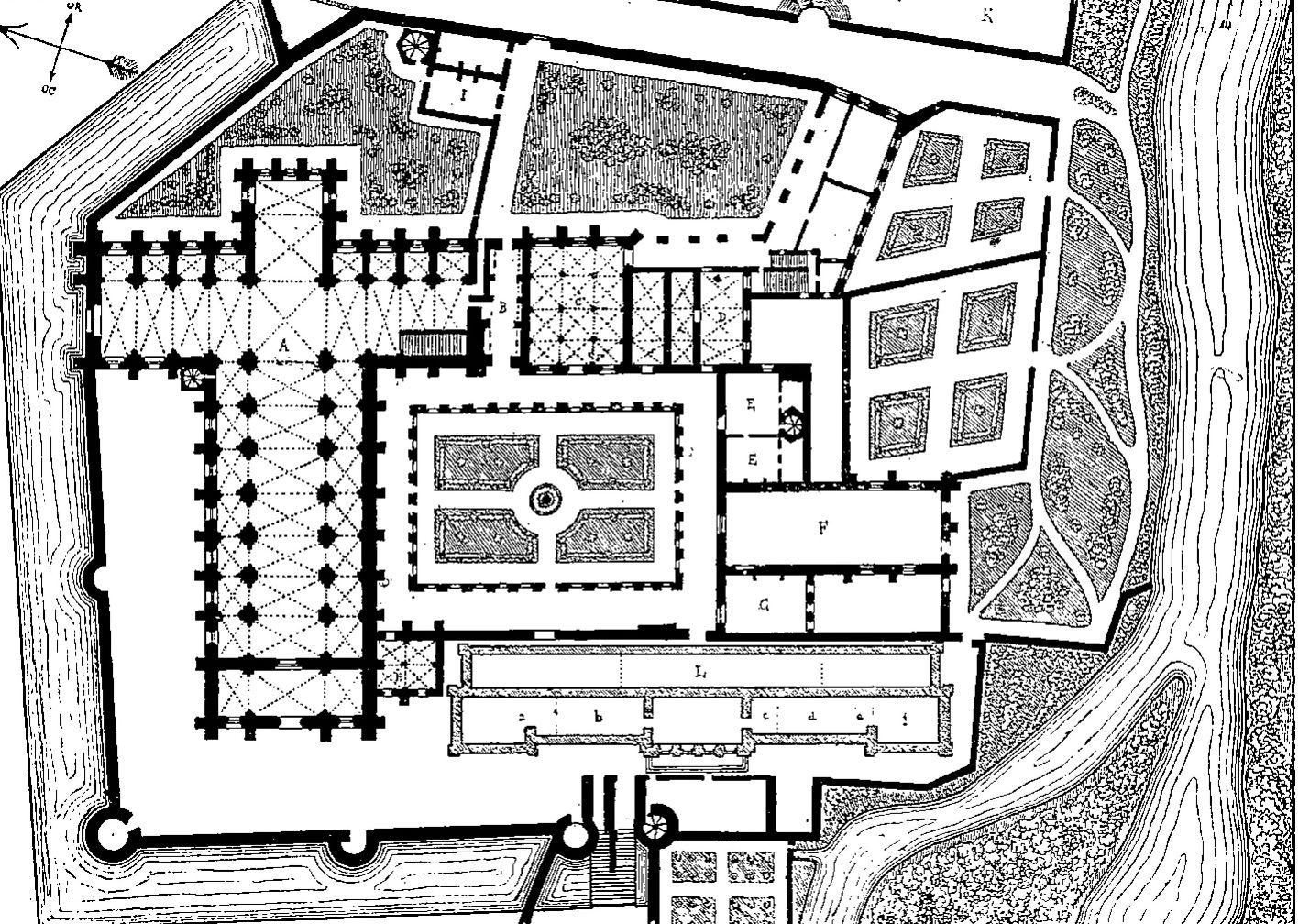
Plan de l'abbaye de La Ferté dans : Lucien Bégule, L'abbaye de Fontenay et l'architecture cistercienne, 1912, p. 91.

## Filiation et dépendances
La Ferté est une des quatre premières filles de l'abbaye de Citeaux. Elle a de nombreuses filles en Italie, en Grèce au Liban et en France l'Abbaye de Maizières.

## Liste des abbés
- 1113-1117 : Philibert
- 1117-1123 : Obizon
- 1123-1132 : Pierre Ier de Tarentaise
- 1132-1171 : Barthélémy I
- 1171-1178 : Guillaume I
- 1178-1194 : Hervé de Faverney
- 1194-1198 : Bruno I
- 1198-1199 : Guillaume II
- 1199-1201 : Nicolas
- 1203-1205 : Eudes
- 1205-1206 : Pierre II de Lucedio
- 1206-1229 : Simon
- 1230-1232 : Boniface
- 1232-1233 : Vincent
- 1233-1234 : Guillaume III
- 1234-1239 : Robert
- 1239-1266 : Barthélémy II
- 1266-1276 : Jean I
- 1276-1285 : Gérard
- 1285-1297 : Rufin
- 1287-1317 : Pierre III de Montcalier
- 1317-1321 : Huges
- 1321-1341 : Jean II de Marcilly
- 1341-1346 : Bruno II
- 1346-1357 : Durand de Marcilly
- 1357-1371 : Claude I
- 1371-1385 : Pierre IV de Marcilly
- 1385-1392 : Guy de Saint-Romain
- 1392-1412 : Etienne I de La Chèze
- 1412-1416 : Guillaume IV
- 1416-1419 : Etienne II de Marcilly
- 1419-1439 : Jean III de Beaune
- 1439-1470 : Jean IV de Saint-Pierre
- 1470-1506 : Claude II de Dinteville
- 1506-1549 : Antoine Ier de Vienne
- 1549-1567 : René Dantoncour
- 1567-1569 : Élzéar de Rastel
- 1569-1574 : Louis de Breschard
- 1574-1600 : François I de Beugre
- 1600-1655 : Yves Sauvageot
- 1655-1677 : Pierre V Bouchu
- 1677-1710 : Claude III Petit
- 1710-1725 : Jean-Marie Vernois de Montjournal
- 1725-1733 : Jean-Charles Descrivieux
- 1733-1761 : François II Filzjean de Chemilly
- 1761-1783 : François III Claude-Gaspard de Cannablin
- 1783-1791 : Antoine II Louis Desvignes de La Cerve[6]

Guillaume III (1233-1234) est probablement devenu ensuite Guillaume IV de Montaigu, abbé général de Cîteaux.